# Leo Grill
Leo Grill (24 de febrer de 1846 - 1919) fou professor de cant coral i la teoria al Conservatori de Leipzig des de 1871 fins a almenys 1905. Fou alumne de Franz Lachner. Fou professor de Leoš Janáček.